# Joaquim Hernández
Joaquín Hernández López o Joaquim Hernández López (Abla, Almería, 26 de julio de 1947), conocido deportivamente como Hernández, es un exfutbolista y exentrenador español. Jugaba como mediocentro organizador y disputó la Primera División de España con el Centre d'Esports Sabadell.
Es el padre del también futbolista Xavi Hernández, campeón del mundo en 2010 con España.

## Biografía

### Trayectoria como jugador
Empezó su carrera a principios de los años 1960, con los juveniles del Terrassa FC. A los 17 años ya jugaba en el primer equipo egarense, de Tercera División. Un año después se marchó al eterno rival, el CE Sabadell. El club arlequinado le hizo debutar en la Primera División y en la Copa de España la temporada 1965/66, con 18 años. Sin embargo, ante la falta de minutos, optó por desvincularse del Sabadell y regresar al Terrasa, de Tercera División.
En 1967 se incorporó al CD Condal, equipo filial del FC Barcelona que militaba también en la categoría de bronce. La temporada 1967/68 fueron campeones de la liga, pero el CD Orense les impidió el ascenso en la promoción. Durante su etapa en el filial, Hernández disputó siete encuentros con el primer equipo del FC Barcelona, pero ninguno en competición oficial. 
En abril de 1969 fue destinado a Melilla para cumplir con el servicio militar obligatorio. Durante su año de residencia en la ciudad norteafricana jugó en el Melilla CF; inicialmente en su filial, el CD Schweppes Industrial, y posteriormente en el primer equipo, con el que participó en la liga de Tercera División y en la Copa del Generalísimo. A su regreso a Barcelona, el verano de 1970, topó con una restructuración del fútbol base azulgrana, que pasaba por la desaparición del Condal y la creación del Barça Atlético. Descartado por el técnico del primer equipo, Vic Buckingham, fichó por el Girona FC de Tercera División para la temporada 1970/71. Con los gerundenses disputó la promoción de ascenso a Segunda, donde fueron superados por el Villarreal CF. 
Posteriormente, pasó por otros múltiples equipos catalanes de la Tercera División: CE Europa (1971-73), CF Calella (1973-74), CE Manresa (1974-76), CE Hospitalet (1976), CF Reus (1976-79), CF Igualada (1979-81) y nuevamente CE Manresa (1981-84), donde colgó las botas con 37 años. Compaginó su actividad futbolística amateur con su trabajo como contable en el negocio familiar y su hobbie por la jardinería.

### Tras la retirada
Una vez retirado, inició su carrera como técnico siendo coordinador del fútbol base del Terrassa FC. Posteriormente y hasta finales de los años 1990 fue entrenador de varios equipos catalanes de Tercera División y Regional: UE Sants, CP San Cristóbal, CF Igualada, UE Rubí, FC Sant Quirze, CF Tremp y UE Tàrrega. A partir de los años 2000 dejó los banquillos para centrarse en la carrera de su hijo Xavi, que había dado el salto al primer equipo del FC Barcelona. Durante varios años fue su representante y dirigió su campus deportivo.
Al margen del deporte, ha gestionado varias empresas familiares vinculadas al sector inmobiliario.

### Vida familiar
Casado con Maria Mercè Creus Feliu, son padres de cuatro hijos: Àlex, Oscar, Xavi y Ariadna. Además de Xavi, su hijo Òscar Hernández ha sido también futbolista, jugando en Segunda División B con el Terrassa FC y el CE Mataró.

## Clubes

### Como jugador
| Club             | País   | Año       |
| ---------------- | ------ | --------- |
| Terrassa FC      | España | 1965      |
| CE Sabadell CF   | España | 1965-1967 |
| Terrassa FC      | España | 1967      |
| CD Condal        | España | 1967-1969 |
| Melilla CF       | España | 1969-1970 |
| CD Condal        | España | 1970      |
| Girona FC        | España | 1970-1971 |
| CE Europa        | España | 1971-1973 |
| CF Calella       | España | 1973-1974 |
| CE Manresa       | España | 1974-1976 |
| CE Hospitalet    | España | 1976      |
| CF Reus Deportiu | España | 1976-1979 |
| CF Igualada      | España | 1979-1981 |
| CE Manresa       | España | 1981-1984 |

### Como entrenador
| Club       | País   | Año       |
| ---------- | ------ | --------- |
| CF Tremp   | España | 1996-1997 |
| UE Tàrrega | España | 1998-1999 |